# 비홀더 (비디오 게임)
비홀더는 러시아 노보시비르스크에 위치한 Warm Lamp Games에서 개발한 전체주의 국가의 삶을 그린 디스토피아 비디오 게임이다.

## 게임 플레이
비홀더는 조지 오웰, 올더스 헉슬리, 레이 브래드버리등이 쓴 작품의 디스토피아에 영감을 받았다.
주인공인 카를(Carl)은 정부가 임명한 아파트 관리자로, 정부에서는 그에게 입주자를 감시하라는 명령과 더불어 24시간 깨어있을 수 있는 주사를 강제로 놓는다. 카를의 중요한 임무는 입주민들이 모르게 그들을 감시하고, 도청하는 것이다. 플레이어는 임차인이 일하러 나갔을 때 도청/감시 장비를 설치할 수 있으며, 정부에 위배되는 물건을 찾고 프로파일링할 수 있다. 비홀더는 플레이어에게 정부의 명령을 충실히 따르거나 혹은 압제적인 훈령에 힘들어하는 입주자들 편에 설수 있는 기회를 제공해준다.
비홀더의 게임 등장 인물들은 모두 자기만의 성격과 그에 얽힌 주변 환경들, 그리고 문제들을 가지고 있다. 플레이어가 내리는 결정들은 이야기의 흐름에 영향을 주며, 이런 이야기의 흐름에 따라 플레이어가 이제껏 해온 상황들을 더하여 다중 엔딩을 제공한다.

## 평가
| 평가 |                                                 |
| --- | ----------------------------------------------- |
| 통합 점수 통합사 점수 메타크리틱 PC: 75/100 [ 6 ] iOS: 80/100 [ 7 ] PS4: 63/100 [ 8 ] XONE: 74/100 [ 9 ] 평론 점수 평론사 점수 게임스팟 PC: 5/10 [ 10 ] TouchArcade iOS: [ 11 ] |                                                 |
| 통합 점수 |                                                 |
| 통합사 | 점수                                            |
| 메타크리틱 | PC: 75/100 iOS: 80/100 PS4: 63/100 XONE: 74/100 |
| 평론 점수 |                                                 |
| 평론사 | 점수                                            |
| 게임스팟 | PC: 5/10                                        |
| TouchArcade | iOS:                                            |